# Chatmonchy has come
『chatmonchy has come』（チャットモンチー・ハズ・カム）は、チャットモンチーのメジャーデビューミニアルバム。規格品番はKSCL-900。初回限定盤はデジパック仕様。

## 収録曲
- 全作曲：橋本絵莉子、全編曲：チャットモンチー

1. ハナノユメ（3:36）
（作詞：高橋久美子）
『JAPAN COUNTDOWN』（テレビ東京）2005年11月度エンディングテーマ、『saku saku』（tvk）2005年11月度エンディングテーマ
1stアルバム「耳鳴り」には別ミックスが収録されている。
後にNICO Touches the Wallsによりカバーされた。
2. DEMO、恋はサーカス（4:06）
（作詞:橋本絵莉子・福岡晃子）
3人体制では唯一の連名で作詞した曲。デビュー前の自主制作盤『チャットモンチーになりたい』にセルフプロデュースバージョンが収録されている。
3. ツマサキ（4:37）
（作詞：福岡晃子）
4. 惚たる蛍（4:40）
（作詞：橋本絵莉子）
デビュー前の自主制作盤『チャットモンチーになりたい』にセルフプロデュースバージョンとカラオケバージョン（ボーナストラック）が収録されている。
5. 夕日哀愁風車（3:18）
（作詞：橋本絵莉子）
6. サラバ青春（5:43）
（作詞：高橋久美子）
リクルートホールディングス「卒おめプロジェクト2007」CMソング
デビュー前の自主制作盤『チャットモンチーになりたい』にセルフプロデュースバージョンが収録されている。

## Forever Editon
チャットモンチーのメジャーデビュー10周年にあたり、フルアルバム5枚、ミニアルバム2枚の計7枚をリマスターした企画。Blu-spec CD2仕様で“Forever Edition”の第一弾として2015年11月11日に発売された。Disc1は各タイトルのリマスター盤。Disc2はリリース当時のライブ音源を収録している。リマスタリング作業は、フォスター・ザ・ピープルやパッション・ピット、日本では奥田民生を手掛けたグレッグ・カルビ (STERLING SOUND) が行った。初回仕様限定盤はブック型特殊パッケージ。第一弾全4タイトル購入者にはスペシャルボックスが応募でプレゼントされた。ブックレットには2005年と2015年のメンバーインタビュー、発売に際した2011年に脱退した元メンバーのドラマー高橋久美子の寄稿文、リリース当時の撮り下ろし写真が収録。

### Disc1
1. ハナノユメ（3:36）
2. DEMO、恋はサーカス（4:06）
3. ツマサキ（4:37）
4. 惚たる蛍（4:40）
5. 夕日哀愁風車（3:18）
6. サラバ青春（5:43）

### Disc2
- M1・6 2006年6月30日「smoke on the ご当地'06 西ファイナル」at SHINSAIBASI CLUB QUATTRO
- M2・3 2006年4月1日「新宿で半熟 Vol.1」at 新宿LOFT
- M4 2006年7月2日「smoke on the ご当地'06 東ファイナル」atSHIBUYA CLUB QUATTRO
- M5 2006年11月5日「耳鳴りツアーなり～2006 秋～」at 恵比寿LIQUIDROOM

1. ハナノユメ（4:04）
2. DEMO、恋はサーカス（4:02）
3. ツマサキ（4:49）
4. 惚たる蛍（4:30）
5. 夕日哀愁風車（3:31）
6. サラバ青春（5:26）

## 他の収録アルバム
- 耳鳴り（#1、Album Mixとして収録）
- チャットモンチーになりたい（#2、#4、#6、デビュー前のセルフプロデュースバージョン）
- チャットモンチー BEST～2005-2011～（#1）